# Chromeo
Chromeo – kanadyjski duet muzyczny tworzący w gatunkach electro, funk i synth pop. Jego skład tworzą wokalista Dave 1 (właściwie David Macklovitch) grający na gitarze oraz P-Thugg (właściwie Patrick Gemayel) grający na instrumentach klawiszowych.

## Historia
Macklovitch i Gemayel są przyjaciółmi od dzieciństwa i w żartobliwy sposób określają się jako „jedyne udane partnerstwo arabsko-żydowskie w dziejach ludzkości”.
Zadebiutowali w roku 2004 albumem She’s in Control, promowanym singlem „Needy Girl”. Album nie był sukcesem sprzedażowym, ale otrzymał przychylne recenzje. Płyta skłaniała do porównań z grupami lat 80., co zdefiniowało styl duetu. W maju 2007 ukazał się ich drugi album, Fancy Footwork, który zdobył większą uwagę i otworzył przed nimi sceny koncertowe na całym świecie.
We wrześniu 2010 ukazała się trzecia płyta duetu zatytułowana Business Casual. Album ten był ich pierwszym, który wszedł na listy sprzedaży w Kanadzie i USA. Płytę promowały single „Night by Night”, „Don’t Turn the Lights On”, a później także „Hot Mess” w nowej wersji z udziałem Elly Jackson z La Roux, oraz „When the Night Falls” w duecie z Solange Knowles. Teledysk „Don’t Turn the Lights On” otrzymał nominację do nagrody za efekty specjalne w na ceremonii MTV Video Music Awards.
Czwarty album Chromeo zatytułowany White Women ukazał się w maju 2014, poprzedzony singlami „Over Your Shoulder”, „Come Alive” z Toro y Moi, „Sexy Socialite” i „Jealous (I Ain’t with It)”. Ten ostatni okazał się największym dotychczas przebojem duetu, plasując się na miejscu 12. w Kanadzie. Sam album także był ich najwyżej notowanym na światowych listach sprzedaży.
Pod koniec 2017 duet wydał singel „Juice”, a następnie „Bedroom Calling” z The-Dream i „Must’ve Been”. Znalazły się ona na ich piątej płycie, Head over Heels, wydanej w czerwcu 2018. Spotkała się ona z umiarkowanym sukcesem na listach i zdobyła przychylne recenzje. W czerwcu 2020 ukazała się EP-ka Quarantine Casanova.
W lutym 2024 Chromeo wydali kolejny album, Adult Contemporary, poprzedzony singlami „Personal Effects”, „Words with You” i „Replacements” z La Roux.

## Skład

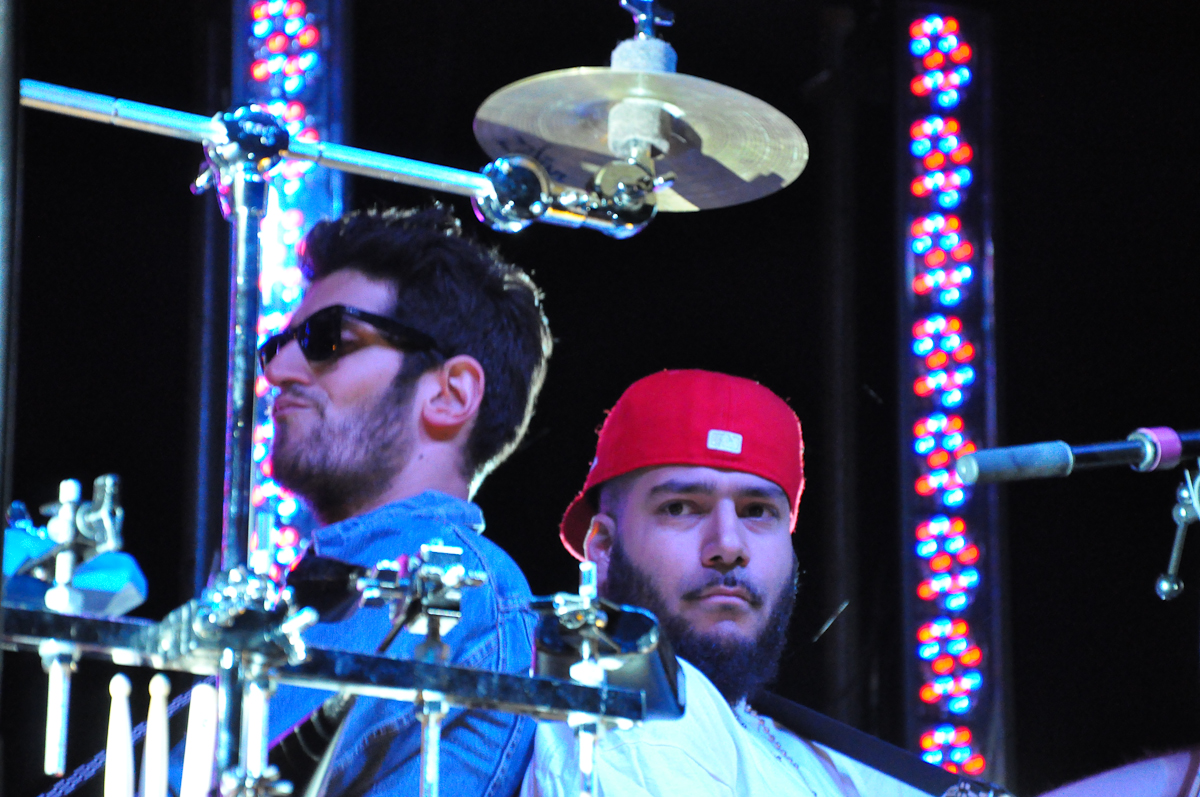
Chromeo podczas występu w mieście Morrison, 2009

- Dave 1 (właśc. David Macklovitch; ur. 1978[6]) – wokal wiodący, gitara
- P-Thugg (właśc. Patrick Gemayel; ur. 1977[7]) – instrumenty klawiszowe, gitara basowa

## Dyskografia
- She’s in Control (2004)
- Fancy Footwork (2007)
- DJ-Kicks: Chromeo (2009)
- Business Casual (2010)
- White Women (2014)
- Head over Heels (2018)
- Quarantine Casanova (EP; 2020)
- Adult Contemporary (2024)